# Sant'Andréa-di-Cotone
 Sant'Andréa-di-Cotone  là một xã ở tỉnh Haute-Corse trên đảo Corse, Pháp.